# Filips van Bourgondië (1323-1346)
Filips van Bourgondië (ook wel bekend als Monsieur Philippe), (10 november 1323 – Aiguillon, 10 augustus 1346), was de oudste zoon van hertog Odo IV van Bourgondië en Johanna III van Bourgondië, dochter van koning Filips V van Frankrijk.
Hij was, sinds zijn huwelijk in 1338 met Johanna I van Auvergne, (uxor nomine) graaf van Auvergne en Boulogne. In 1340 vocht hij, samen met zijn vader, ter verdediging van de stad Sint-Omaars, die werd aangevallen door de afgezette graaf Robert III van Artesië. In 1346 nam hij deel aan de belegering van Aiguillon, dat door de latere Franse koning Jan II werd geleid. Tijdens een sprong over een gracht struikelde zijn paard, waardoor hij onder het dier terecht kwam en kort nadien overleed.

## Kinderen
Op 26 september 1338 trouwde hij met Johanna I van Auvergne (1326-1360), die sinds 1332 gravin van Auvergne en Boulogne was. Zij was een dochter van Willem XII van Auvergne en Margaretha van Évreux.
Zij hadden samen drie kinderen:
- Johanna (1344 - 1360), gehuwd in 1348 met Amadeus VI van Savoye en naar het hof van Savoye gebracht om opgevoed te worden. Dat gebeurde met veel luister in het toenmalige Montréal-en-Auxois. Amadeus verbrak de verloving in 1351. Johanna bleef aan het hof van Savoye tot 18 april 1355, toen ze naar een klooster in Poissy werd gestuurd. Ze overleed in het kasteel van Larrey-en-Montagne op 11 september 1360. Haar lichaam werd in een lederen zak genaaid en begraven in de abdij van Fontenay.[2]
- Margaretha (1345)
- Filips van Rouvres (1346 - 1361), hertog van Bourgondië, graaf van Artesië, Auvergne en Boulogne, trouwde op 10-jarige leeftijd met achternicht Margaretha van Male, dochter en troonopvolger van de graaf van Vlaanderen. Na zijn dood erfde koning Jan alle eigendommen en schonk het hertogdom in 1364 in leen aan zijn zoon Filips.

Na zijn overlijden trouwde zijn vrouw Johanna in 1350 met koning Jan II van Frankrijk. Een zoon en twee dochters uit dit huwelijk stierven jong.

## Voorouders
| Voorouders van Filips van Bourgondië | Voorouders van Filips van Bourgondië                                            | Voorouders van Filips van Bourgondië                                            | Voorouders van Filips van Bourgondië                                             | Voorouders van Filips van Bourgondië                                             | Voorouders van Filips van Bourgondië                                            | Voorouders van Filips van Bourgondië                                            | Voorouders van Filips van Bourgondië                                            | Voorouders van Filips van Bourgondië                                            |
| ------------------------------------ | ------------------------------------------------------------------------------- | ------------------------------------------------------------------------------- | -------------------------------------------------------------------------------- | -------------------------------------------------------------------------------- | ------------------------------------------------------------------------------- | ------------------------------------------------------------------------------- | ------------------------------------------------------------------------------- | ------------------------------------------------------------------------------- |
| Overgrootouders                      | Hugo IV van Bourgondië (1212-1272) ∞ 1229 Yolande van Dreux (1212-1248)         | Hugo IV van Bourgondië (1212-1272) ∞ 1229 Yolande van Dreux (1212-1248)         | Lodewijk IX van Frankrijk (1214-1270) ∞ 1234 Margaretha van Provence (1221-1295) | Lodewijk IX van Frankrijk (1214-1270) ∞ 1234 Margaretha van Provence (1221-1295) | Filips IV van Frankrijk (1268-1314) ∞ 1284 Johanna I van Navarra (1273-1305)    | Filips IV van Frankrijk (1268-1314) ∞ 1284 Johanna I van Navarra (1273-1305)    | Otto IV van Bourgondië (1248-1303) ∞ 1285 Mathilde van Artesië (1270-1329)      | Otto IV van Bourgondië (1248-1303) ∞ 1285 Mathilde van Artesië (1270-1329)      |
| Grootouders                          | Robert II van Bourgondië (1248-1306) ∞ 1279 Agnes Capet (1260-1325)             | Robert II van Bourgondië (1248-1306) ∞ 1279 Agnes Capet (1260-1325)             | Robert II van Bourgondië (1248-1306) ∞ 1279 Agnes Capet (1260-1325)              | Robert II van Bourgondië (1248-1306) ∞ 1279 Agnes Capet (1260-1325)              | Filips V van Frankrijk (1293-1322) ∞ 1307 Johanna II van Bourgondië (1291-1330) | Filips V van Frankrijk (1293-1322) ∞ 1307 Johanna II van Bourgondië (1291-1330) | Filips V van Frankrijk (1293-1322) ∞ 1307 Johanna II van Bourgondië (1291-1330) | Filips V van Frankrijk (1293-1322) ∞ 1307 Johanna II van Bourgondië (1291-1330) |
| Ouders                               | Odo IV van Bourgondië (1295-1350) ∞ 1318 Johanna III van Bourgondië (1308-1347) | Odo IV van Bourgondië (1295-1350) ∞ 1318 Johanna III van Bourgondië (1308-1347) | Odo IV van Bourgondië (1295-1350) ∞ 1318 Johanna III van Bourgondië (1308-1347)  | Odo IV van Bourgondië (1295-1350) ∞ 1318 Johanna III van Bourgondië (1308-1347)  | Odo IV van Bourgondië (1295-1350) ∞ 1318 Johanna III van Bourgondië (1308-1347) | Odo IV van Bourgondië (1295-1350) ∞ 1318 Johanna III van Bourgondië (1308-1347) | Odo IV van Bourgondië (1295-1350) ∞ 1318 Johanna III van Bourgondië (1308-1347) | Odo IV van Bourgondië (1295-1350) ∞ 1318 Johanna III van Bourgondië (1308-1347) |